# Lámbros Alexándrou
Lámbros Alexándrou, parfois Eumolpídis, (grec moderne : Λάμπρος Αλεξάνδρου, Ευμολπίδης) est un homme politique grec qui participa à la guerre d'indépendance grecque.
Il fut membre de l'Aréopage de Grèce orientale et participa à l'Assemblée nationale d'Épidaure en 1822, puis à celle d'Astros en 1823, à la troisième Assemblée nationale grecque (dans ses phases Épidaure et Trézène) en 1827. Lorsque l'Assemblée nationale d'Argos fut rappelée en 1832, il fit partie des députés appelés à siéger.